# Држава Бурма
Држава Бурма (Бурмански: ဗမာနိုင်ငံတော်;  Јапански: ビルマ國, Biruma-koku) је била јапанска вазална држава током Другог светског рата. Држава је створена 1. августа 1943. током јапанске окупације Бурме, а укинута је 19. августа 1945. године.

## Историја
Током почетка Другог светског рата Јапанско царство је напало Британску Бурму да би добило сирове материјале (то укључује нафту, разне минерале и рижу), као и да би затворило Бурмнаски пут, важну путању за достављање муниције и остале помоћи Чанг Кај Шековим кинеским националистима који су се до тада већ пар година борили против Јапана у Другом кинеско-јапанском рату. 
Петнаеста јапанска армија, на челу са генерал-пуковником Шојиро Идом, је успешно заузела Бурму у мају 1942. Јапанци су такође помогли у ставрању Бурманске ослободилачке армије (БОА), која је помагала Јапану током инвазије. БОА је касније у пролећу 1942. створила привремену владу у неким деловима земље. Међути у самој јапанској управи је било несугласица у вези са будућности Бурме. Стварање бурманске привремене владе је подржавао пуковник Сузуки, али се остатак јапанске владе никада није сложио са тиме. Ипак, бурманска извршна администрација је проглашена у Рангуну 1. августа 1942. са циљем да створи администрацију која би се бавила свакодневним цивилним проблемима подређеним јапанској војној администрацији. На челу привремене администрације је био др. Ба ма, адвокат и политички затвореник Британије.
Како се рат постепено окренуо против Јапана, јапанска влада је одлучила да Бурма и Филипини постану потпуно независни као део Великоисточноазијска сфера ко-просперитета, супротно првобитном плану да се државе ослободе тек након завршетка рата. Јапански премијер, Хидеки Тоџо, обећао је да ће Бурма добити независност за годину дана од 28. јануара 1943, уз услов да Бурма објави рат Уједињеном Краљевству и САД-у. Јапанска влада је сматрала да би ово повећану војну и економску подршку Бурме за јапанске ратне напоре.
Припремни комитет за независност Бурме, са Ба Маом као вођу, створен је 8. маја 1943. са великим бројем уважених чланова. Бурма је проглашена независном државом 1. августа 1943. године и где је тада такође добила назив Независна Држава Бурма, а јапанска војна влада за Бурму је званично укинута. Нова држава је брзо објавила рат Британији и САД-у. Бурма је такође потписала савез са Јапаном.
Ба Мав је постао ''Naingandaw Adipad'' (шеф државе) Бурме према новом уставу, где је имао огромну моћ у држави.
Дана 25. септембра 1943, као што је обећано, Јапан је уступио све државе Шан Бурми осим дела источно од реке Салвин, односно Кенгтунга и Монгпана, који је већ био дат Тајланду. Ба Мав је присуствовао конференцији Велике источне Азије у Токију од 5. до 6. новембра 1943.
Иако је сада номинално независна, моћ државе Бурма да врши свој суверенитет била је у великој мери ограничена ратним споразумима са Јапаном. Јапанска царска војска је задржала велико присуство и наставила да делује арбитрарно, упркос томе што Јапан више нема званичну контролу над Бурмом.
Током 1943. и 1944. године, Национална армија Бурме успоставила је контакте са другим политичким групама унутар Бурме, укључујући Комунистичку партију Бурме која је деловала у подземљу. На крају је формирана популарна фронт организација под називом Антифашистичка организација (АФО) са Такином Соеом као вођом. 
Преко комуниста и одбрамбене војске Аракан коју спонзорише Јапан, Бурманци су на крају успели да ступе у контакт са британским снагама 136 у Индији. Први контакти су увек били индиректни. Снаге 136 су такође могле да ступе у контакт са припадницима Карен јединице БНА у Рангуну.
У децембру 1944, АФО је контактирао савезнике, указујући на њихову спремност да пређу на страну савезника покретањем националног устанка који би укључио снаге БНА. Међутим, томе су се успротивили Британци, који су сматрали да је тајминг неповољан и који су имали значајне резерве у погледу подршке БНА. Први устанак под вођством БНА против Јапанаца догодио се почетком 1945. у централној Бурми.
Дана 27. марта 1945. године, остатак БНА је парадирао у Рангуну и марширао наизглед да помогне јапанској војсци у биткама које су тада беснеле у централној Бурми против инвазијских савезничких снага. Уместо тога, БНА је отворено објавила рат Јапанцима. Аунг Сан и други су након тога започели преговоре са лордом Маунтбатеном и званично се придружили савезницима као Патриотске бурманске снаге.
Без подршке БНА, влада државе Бурма брзо је пала, а Ба Ма је побегао преко Тајланда у Јапан, где је касније те године ухваћен и држан у затвору Сугамо у Токију до 1946.

## Администативна подела
Држава Бурма је била подељена на четири дивизије (တိုင်း), а то су:
- Северна дивизија (မြောက်ပိုင်းတိုင်း)
- Западна дивизија (အနောက်ပိုင်းတိုင်း)
- Јужна дивизија (တောင်ပိုင်းတိုင်း)

- Камбавза дивизија (ကမ္ဘောဇတိုင်း)

Камбавза дивизија, састављена од Шан и Карени држава је посебна по томе што је стављена под директном контролом шефа државе.